# Kaskara
Kaskara est une arme blanche à double tranchant typique du Tchad, Soudan et de l’Érythrée.
Elle se porte horizontalement, cité dès le XIVe siècle elle semble être une survivance des armes blanches arabes.

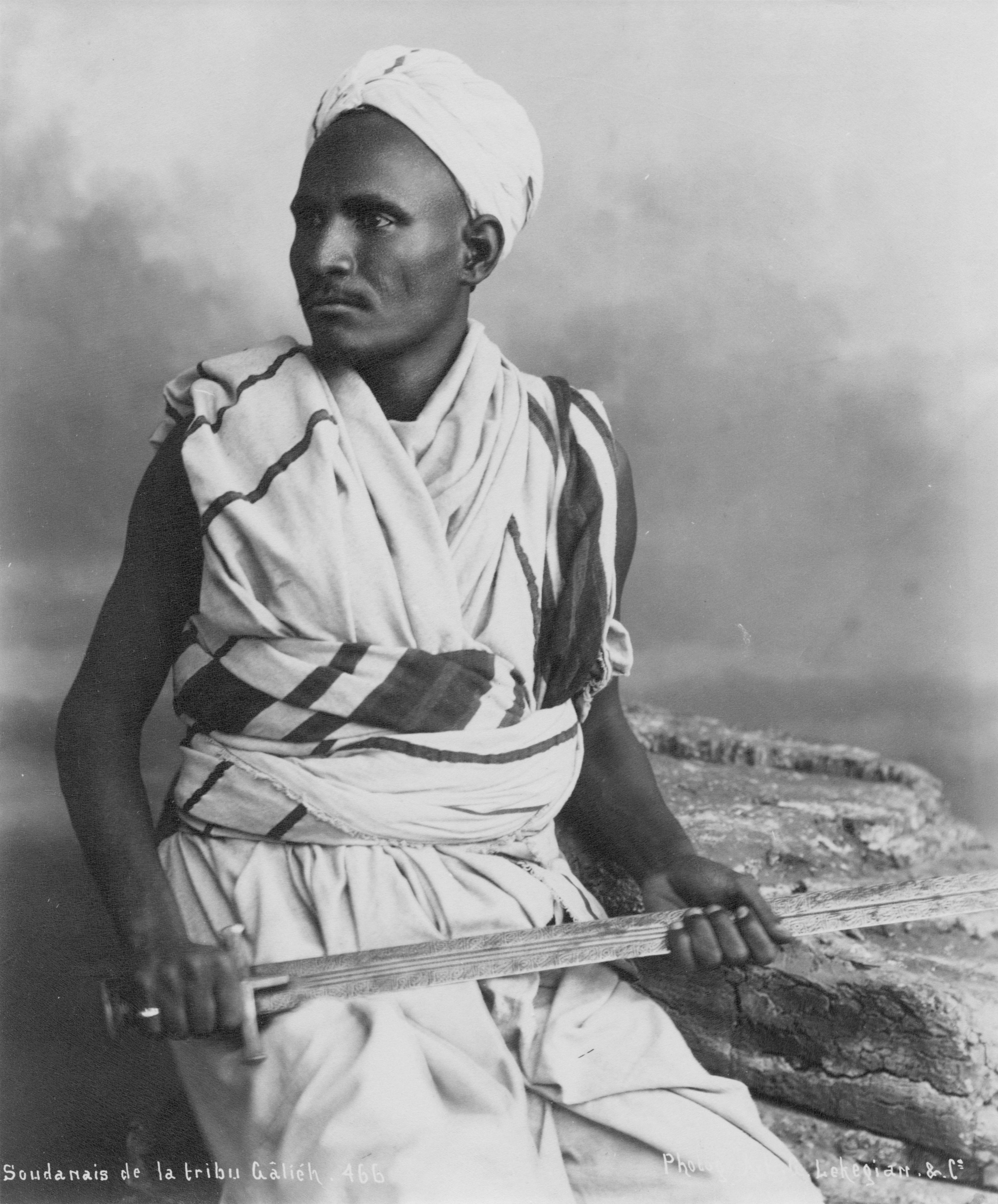
Portée par un soudanais de la tribu Galieh.